# 저 언덕을 넘어서 (1968년 영화)
"저 언덕을 넘어서"는 한국에서 제작된 강찬우 감독의 1968년 영화이다. 남궁원 등이 주연으로 출연하였고 신상옥 등이 제작에 참여하였다.

## 출연

### 주연
- 남궁원
- 황정순
- 최남현
- 남진
- 김지수
- 김희갑

## 기타
- 조명: 마용천
- 미술: 정우택